# Wolfgang Reichmann
Wolfgang Reichmann (Beuthen, Kelet-Felsőszilézia (Ostoberschlesien), 1932. január 7. – Zürich, 1991. május 7.) német színész, színházi színész és filmszínész. 1954 és 1991 között 69 filmben és televíziós filmben szerepelt. Szerepelt a 10. Berlini Nemzetközi Filmfesztiválon is induló Piactér című filmben is.